# Kornelius Bergsvik
Kornelius Olai Person Bergsvik, född 18 mars 1889, död 1975, var en norsk politiker.
Bergsvik var ursprungligen verkstadsarbetare, därefter lärare och representerade från 1928 Arbeiderpartiet i Stortinget. Han blev 20 mars 1935 socialminister i Johan Nygaardsvolds regering och 13 november 1936 finansminister. Bergsvik förde en energisk krispolitik efter svenskt mönster och genomdrev samtidigt en rad socialpolitiska reformer som arbeider-loven, varigenom lagen om 8-timmardagen kom att omfatta ca 500.000 arbetare mot tidigare cirka 170.000 och lagen om alderstrygd, varigenom ålderspensioneringen reformerades. Bergsvik lämnade regeringen 1939 och blev fylkesman i Telemark.